# Пермет
Пермети (грч. Πρεμετη) је град у Јужној Албанији у области Ђирокастра, административном центру округа Пермети. На попису 2012. године имао је  9.630 становника.
Окружен је планинама. Познат по традиционалној народној музици, кухињи, као и производњи разних врста џемова и компота, познатих као рећел и компосто, домаћих вина и ракије.
Пермет се често назива "градом ружа" због свог живописног погледа и обиља цвећа. Град је познат и по фолклорној музици.
У Пермету постоји фудбалски клуб „ФК Пермети“  .

## Познате личности
- Пермет, Турхан паша (1839-1937) - албански и османски политичар и државник, премијер (два пута), дипломата.
- Паскали, Одисе (1903-1985) - изузетан албански вајар.
- Стефани, Симон (1929-2000) - албанска комунистичка политичарка, министарка унутрашњих послова 1989-1990.

1. ↑  Премети // Энциклопедический словарь Брокгауза и Ефрона : в 86 т. (82 т. и 4 доп.). — СПб., 1890—1907.